# チオモルホリン
チオモルホリン（英: Thiomorpholine）は、シクロヘキサンの1位を硫黄、4位を窒素に置き換えた六員環飽和複素環式化合物。化学式はC4H9NSで表される。モルホリンの酸素を硫黄に置換した誘導体と捉えることができる。チアジンは、チオモルホリンの環の窒素と硫黄に接しない部分に二重結合を持つ化合物である。チオモルホリンの誘導体は、アレルギー疾患の医薬品として利用される。日本の消防法では、危険物第4類・第2石油類に分類される。